# Stenotarsus lombardeaui
Stenotarsus lombardeaui is een keversoort uit de familie zwamkevers (Endomychidae). De wetenschappelijke naam van de soort werd in 1864 gepubliceerd door Perroud.